# Parachauliodes yanbaru
Parachauliodes yanbaru là một loài côn trùng trong họ Corydalidae thuộc bộ Megaloptera. Loài này được Asahina miêu tả năm 1987.